# Fransk-tyska försvars- och säkerhetsrådet
Fransk-tyska försvars- och säkerhetsrådet (franska Conseil franco-allemand de défense et de sécurité, CFADS, tyska Deutsch-Französischer Verteidigungs- und Sicherheitsrat, DFVSR) är ett permanent råd för det tysk-franska samarbetet i säkerhets- och försvarspolitiken.